# SIG 522LR
SIG 522LRは、シグ・ザウエルが開発した22口径の自動小銃である。同社が開発したSG550突撃銃の派生型の1つ。

## 概要
.22LR弾を使用するものの、操作はSG550系突撃銃とほぼ同様であり、主に軍・警察等の公機関における訓練用小銃として使用されている。一方で内部構造にはいくつかの顕著な差異が見られる。例えば522LRはSG550系統の突撃銃の特徴でもある可変式ガスブロックを備えず、代わりに機能を有しないモックガスブロックが取り付けられている。SG550系突撃銃で標準的に使用されている30発箱型弾倉も共有できず、522LRでは専用の10発または25発箱型弾倉を使用する。

## 派生型
522 Classic
522クラシックは522LRの標準モデルである。ポリマー製側面折畳式銃床を備え、機関部上部にはM1913ピカティニーレールが取り付けられており、銃口にはM16A2風の鳥籠型消炎器が取り付けられている。アイアンサイトやレッドドットサイトなどの照準器はいずれもピカティニーレール上に設置されており交換が可能である。銃身長は42.3インチ、重量は6ポンド6オンスである。
522 SWAT
522スワットは、ハンドガードまでピカティニーレールを拡張したモデルである。
522 Commando
522コマンドは、ハンドガードを短縮し銃身先端に消音器風銃身覆い（モックサプレッサー）を取り付けてアサルトカービンを模したモデルである。
522 SWAT Commando
522スワットコマンドは、522コマンドのハンドガードにピカティニー・レールを取り付けたモデルである。
522 Target
522ターゲットは、狙撃銃を模したモデルである。